# À tire-d'aile (série télévisée)
Pour l’article homonyme, voir À tire-d'aile.
Animagerie Félix et Ciboulette
À tire-d'aile est une série télévisée québécoise créée par André Cailloux, dont il écrit également les textes produite dans les studios de CBOFT à Ottawa, et diffusée du 29 juin 1981 au 10 septembre 1982 à la Télévision de Radio-Canada durant la pause estivale de Bobino.

## Synopsis
L'émission se veut un lieu d'apprentissage tout en s'amusant et nous présente une grand-mère Mamie et de ses petits amis le ouistiti Chiffon, la perruche Pistache et du pigeon Valentin qui a des pouvoirs magiques et Mélodie, une araignée magique, ainsi qu'Alexandre leur voisin,.

## Distribution
- Hedwige Herbiet : Mamie
- Guy Mignault : voix de Chiffon
- Chrystiane Drolet : voix de Pistache

## Fiche technique
- Scénariste : André Cailloux
- Réalisation : Roger Lord
- Manipulations : Paul Latreille (Chiffon)
- Création des marionnettes : Noreen Young
- Thème original : Michel Normandeau
- Film d'animation d'ouverture : Jean-Philippe Fauteux
- Décors et graphiques : Jean Blache
- Accessoiristes : Jean Malo, Michel Bergeron
- Assistants à la production : Luc Duhamel, Émile Desnoyers
- Direction technique : Robert Hotte, Julien Madaire
- Assistante à la réalisation : Monique Trottier
- Société de production : Société Radio-Canada